# S-Bahn Berna
S-Bahn Berna (en alemán: S-Bahn Bern y en francés: RER Berne) es una red de líneas de trenes de cercanías o S-Bahn que prestan servicio en el Cantón de Berna, extendiéndose algunas líneas hasta cantones vecinos como el de Friburgo, Neuchâtel o el de Soleura.

## Historia
En 1974 la compañía Regionalverkehr Bern-Solothurn (RBS) comenzó a explotar las líneas que tenía en el área de Berna con un horario cadenciado. En 1987 entra en servicio la primera línea diametral Thun - Berna - Friburgo/Laupen.
En 1995 cuando se empezó a designar esa primera línea diametral como S1 y se creó la línea S2 Schwarzenburg - Trubschachen. En los siguientes años se fue ampliando la red, y en 2004 las líneas de RBS pasaron a integrarse en la red de S-Bahn Berna.

## Líneas

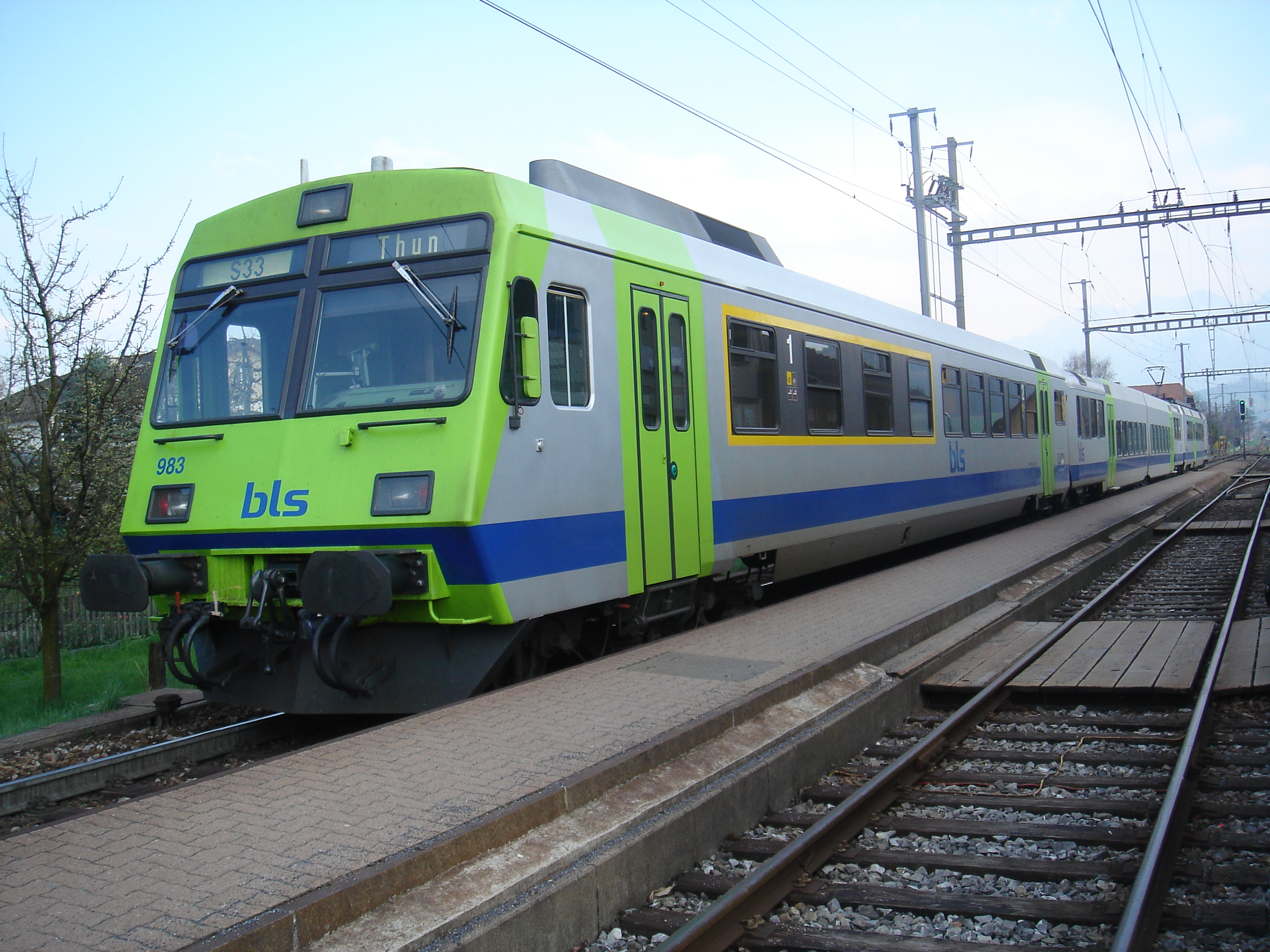
Tren de BLS cubriendo un servicio de la S3 a Thun

El servicio está prestado por BLS en las líneas de ancho estándar y por RBS, en las líneas de ancho métrico:
- S 1 Friburgo - Flamatt – Berna – Münsingen – Thun
- S 2 Laupen - Flamatt – Berna – Konolfingen – Langnau
- S 3 Biel/Bienne - Lyss - Münchenbuchsee - Zollikofen - Berna – Belp (– Thun)
- S 31 (Biel/Bienne - Lyss -) Münchenbuchsee - Zollikofen - Berna – Belp
- S 4 Langnau – Burgdorf – Zollikofen – Berna – Belp – Thun
- S 44 Sumiswald-Grünen – Ramsei –/(Soleura–) Wiler –  Burgdorf – Berna Wankdorf – Berna – Belp – Thun
- S 5 Berna - Kerzers - Ins - Neuchâtel
- S 51 Berna - Berna Bümpliz Nord – Berna Brünnen Westside
- S 52 Berna - Kerzers (- Ins - Neuchâtel)
- S 6 Berna – Schwarzenburg
- S 7 Berna – Worblaufen – Ittigen - Bolligen –Worb Dorf
- S 8 Berna – Zollikofen – Jegenstorf (- Soleura)
- S 9 Berna – Worblaufen – Unterzollikofen

Notas:
- La línea S 31 sólo circula en las horas punta.
- Los trenes de la S 44 circulan en doble composición desde Berna hasta Burgdorf, donde se separan las dos ramas, circulando una hacia Wiler (en ocasiones hasta Soleura) y otra hacia Sumiswald-Grünen. A la vuelta ocurre el proceso inverso. Esta línea circula como semidirecto entre Berna y Burgdorf, puesto que únicamente para en las estaciones principales.
- En la línea S 5 desde Berna hasta Kerzers circula un tren en doble composición, segregándose en Kerzers, y circulando una rama hacia Murten y otra hasta Neuchâtel. A la vuelta, las dos ramas procedentes de Murten y Neuchâtel se juntan en Kerzers y circulan unidas hasta Berna.
- Los trenes de la S 52 en las horas punta continúan su recorrido desde Kerzers hacia Ins y Neuchâtel, mientras que fuera de las horas punta, los trenes prosiguen su trayecto desde Kerzers hasta Lyss y Büren an der Aare como tren Regio.